# 塞姆农河
塞姆农河（法語：Semnon，法語發音：[sɛmnɔ̃]）是法國的河流，位於該國西部，屬於维莱讷河的左支流，河道全長73公里，流域面積400平方公里，平均流量每秒2.8立方米，發源自孔格里耶，河口處在普莱沙泰勒和孔特堡之間。

## 外部連結
- http://www.geoportail.fr （页面存档备份，存于）
- Sandre数据库中的塞姆农河